# Chionaema ridleyi
Chionaema ridleyi är en fjärilsart som beskrevs av George Francis Hampson 1900. Chionaema ridleyi ingår i släktet Chionaema och familjen björnspinnare. Inga underarter finns listade i Catalogue of Life.